# 阿卜杜勒-阿齊茲一世
蘇丹阿卜杜勒-阿齊茲（1830年2月8日—1876年6月4日），鄂圖曼帝國蘇丹，1861年至1876年在位。在位前十年，他頗有政績，在內政方面，設立大學，制定法典。在外交方面則保持在英法俄國等距，他也是唯一一位訪問過歐洲國家的蘇丹。不過，因為國內糧食與反對力量聚集，他於1872年起，漸次開始採取較高壓統治。1876年，遭民眾反抗罷黜。下台後的蘇丹有如重囚，警衛嘲弄辱罵，連基本生活所需都不可得，不久即鬱悶自盡。

## 外交
阿卜杜勒-阿齊茲一世支持新疆脫離清朝統治。阿古柏外甥阿吉托拉（亦名赛义德·阿古柏）、喀孜汗土烈在1873年到奥斯曼帝国，表示愿意附属，赠送绸缎、蒙古马、哈萨克的好马各九匹，还有各处抢来的童男、童女各九名。阿卜杜勒-阿齐兹一世隆重地接待了阿古柏派去的代表团，并赏给阿古柏“米拉胡尔巴什”（即埃米尔，国王的意思）的职衔。土耳其给阿古柏派遣了上校司马衣艾柯克、艾里卡孜木和木拉提伯克等二十多个高级军事人员和政治顾问，并带来了许多武器和礼品。顾问中有七人留在阿古柏身边常任参谋职务。1874年，阿卜杜勒-阿齐兹一世写信命令阿古柏在新疆发行的货币上用自己的名字，并且使用奥斯曼帝国的国旗——红旗白底红星月作为国旗。阿古柏在对土耳其苏丹所使用的国名就是“东突厥斯坦国”。阿卜杜勒-阿齐兹一世答应阿古柏，在他之后，王位由自己的儿子世袭。特颁古兰经一卷、鄂圖曼旗帜一面及其他赠品多种。1875年阿古柏从土耳其一次购得新式步枪1.2万支，火炮8门。